# デル・ピラール級哨戒艦
デル・ピラール級哨戒艦（英語: Del Pilar-class offshore patrol vessel）は、フィリピン海軍の哨戒艦の艦級。アメリカ沿岸警備隊を退役したハミルトン級カッターを再就役させたもので、再就役当初はフリゲートとして扱われていたが、軽武装であることから、2019年に一括して哨戒艦に艦種変更された。

## 概要
長年フィリピン海軍の主力を務めてきたのは、キャノン級護衛駆逐艦などの旧式艦艇や、ジャシント級コルベットといった軽武装の艦艇であった。そのため海軍力を強化すべく、2011年より取得が始まったのが本級である。
その前身は、アメリカ沿岸警備隊のハミルトン級長距離カッター（WHEC）であり、取得時点で既に艦齢が40年を超えるが、フィリピン海軍が現在装備する戦闘艦艇としては最大である。

## 装備
アメリカ沿岸警備隊でハミルトン級として就役していた際には、対潜戦に備えてAN/SQS-38ソナーとMk.32 3連装短魚雷発射管を搭載していたが、これらは冷戦終結後の1990年代中盤以降、コスト低減のため撤去されている。
また防空用のAN/SPS-40対空捜索レーダーとファランクス近接防空火器（CIWS）も、フィリピンへの売却に伴って撤去された。ただしMk.75 76mm単装速射砲（オート・メラーラ 76mmコンパット砲）およびMk.92 mod.1砲射撃指揮システム（GFCS）については維持された。
Mk.92 mod.1 GFCSは、射撃指揮用の追尾用アンテナとともに捜索・捕捉用アンテナを有しており、低空警戒レーダーとしての機能も備えている。また、25mm機銃を安定化・遠隔操作式のMk.38 mod.2（タイフーンRWS）に換装する計画が認可されたほか、レーダー・システムの更新やハープーン艦対艦ミサイルの搭載などの装備強化も検討されている。

## 同型艦
| #                 | 艦名                                              | 起工            | 就役            | 退役 | 備考                        |
| ----------------- | ------------------------------------------------- | --------------- | --------------- | ---- | --------------------------- |
| PF-15→FF-15→PS-15 | グレゴリオ・デル・ピラール BRP Gregorio del Pilar | 1965年 11月23日 | 2011年 12月14日 |      | 旧・ハミルトン (WHEC-715)   |
| PF-16→FF-16→PS-16 | ラモン・アルカラス BRP Ramon Alcaraz              | 1966年 2月7日   | 2013年 8月6日   |      | 旧・ダラス (WHEC-716)       |
| PF-17→FF-17→PS-17 | アンドレス・ボニファシオ BRP Andrés Bonifacio     | 1968年 6月14日  | 2016年 7月21日  |      | 旧・バウトウェル (WHEC-719) |

## 運用史
2018年8月29日、「グレゴリオ・デル・ピラール」が南沙諸島で座礁した。9月に離礁し修理が行われたが、これにあわせて兵装・通信機器・射撃管制システムのアップグレードも実施されている。
2020年5月7日、「ラモン・アルカラス」がインドからフィリピンに向け航行中、主機関室で潤滑油漏れによる火災が発生し、2名が負傷した。